# RST

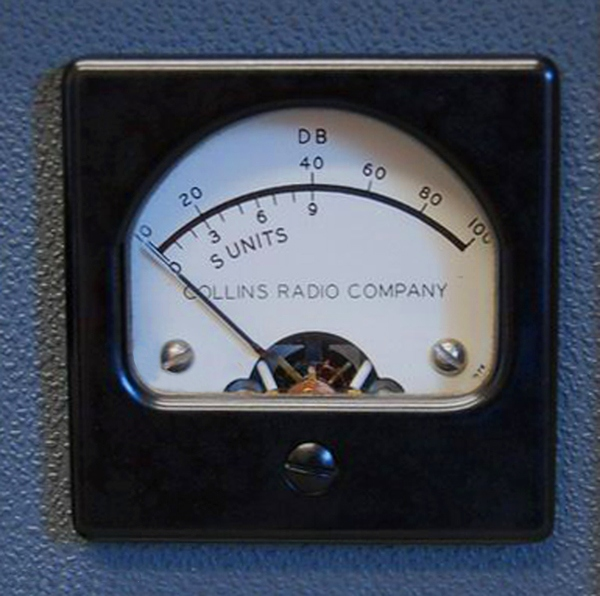
Radio Medidor

RST (del inglés: Readability Strength Tone), también conocido como código RST, es un código usado para describir la calidad de las transmisiones de radio, especialmente en reportes de recepción escritos por oyentes de onda corta. Cada letra del código representa un factor específico de la señal, y cada factor tiene diferentes escalas.

## Explicación del código
- R (calidad de recepción): 5 posibilidades
- S (intensidad de la señal): 9 posibilidades
- T (tonalidad, actualmente solo para telegrafía): 9 posibilidades

| --- | 1                           | 2                                  | 3                                  | 4                             | 5                           | 6                            | 7                                | 8                          | 9                         |
| --- | --------------------------- | ---------------------------------- | ---------------------------------- | ----------------------------- | --------------------------- | ---------------------------- | -------------------------------- | -------------------------- | ------------------------- |
| R   | Ilegible                    | Apenas Legible                     | Legible con dificultad             | Legible                       | Perfectamente Legible       |                              |                                  |                            |                           |
| S   | Apenas Perceptible          | Muy débil                          | Débil                              | Aceptable                     | Regularmente Buena          | Buena                        | Moderadamente fuerte             | Fuerte                     | Extremadamente Fuerte     |
| T   | Nota Muy Ronca y Chirriante | Nota CA muy grave. Sin musicalidad | Nota CA grave. Ligeramente musical | Nota CA Moderadamente musical | Señal Musicalmente Modulada | Nota modulada, algo Silbante | Nota de C.C. con algo de Zumbido | Apenas Residuos de Zumbido | Nota de C.C. ideal y Pura |